# Conus capricorni
Conus capricorni é uma espécie de gastrópode do gênero Conus, pertencente à família Conidae.